# Chlorochaeta punctaria
Chlorochaeta punctaria är en fjärilsart som beskrevs av Swinhoe 1904. Chlorochaeta punctaria ingår i släktet Chlorochaeta och familjen mätare. Inga underarter finns listade i Catalogue of Life.